# Harrietta
Harrietta est un village situé dans le comté de Wexford, dans l’État du Michigan, aux États-Unis. Sa population s’élevait à 143 habitants lors du recensement de 2010, estimée à 145 habitants en 2016.

## Démographie
| Groupe            | Harrietta | Michigan | États-Unis |
| ----------------- | --------- | -------- | ---------- |
| Blancs            | 94,4      | 79,0     | 72,4       |
| Métis             | 4,2       | 2,3      | 2,9        |
| Afro-Américains   | 0,7       | 14,2     | 12,6       |
| Asiatiques        | 0,7       | 2,4      | 4,8        |
| Autres            | 0         | 2,1      | 7,3        |
| Total             | 100       | 100      | 100        |
|                   |           |          |            |
| Latino-Américains | 4,2       | 4,4      | 16,7       |

Selon l'American Community Survey pour la période 2011-2015, 100 % de la population âgée de plus de 5 ans déclare parler l'anglais à la maison.

## Source
- (en) Cet article est partiellement ou en totalité issu de l’article de Wikipédia en anglais intitulé « Harrietta, Michigan » (voir la liste des auteurs).

1. ↑  (en) « Harrietta, MI Population - Census 2010 and 2000 », sur censusviewer.com (consulté le 4 mars 2016).
2. ↑  (en) « Population of Michigan - Census 2010 and 2000 », sur censusviewer.com (consulté le 4 mars 2016).
3. ↑  (en) « Language spoken at home by ability to speak english for the population 5 years and over », sur factfinder.census.gov.